# Sergiy Bolbat
Sergiy Serhiyovych Bolbat (en ucraniano: Сергій Сергійович Болбат; Volnovaja, Donetsk, Ucrania) es un futbolista ucraniano. Juega de centrocampista. Es internacional absoluto con la selección de Ucrania desde 2014.

## Trayectoria
Formado en las inferiores del Shajtar Donetsk, debutó con el primer equipo en la temporada 2014-15. Antes estuvo a préstamo en el Metalurg Donetsk y posteriormente en el Metalist Járkov, KSC Lokeren y Mariupol antes de consolidarse en el Shajtar.

## Selección nacional
Ha representado a Ucrania en la categoría sub-21.
Debutó con la selección de Ucrania el 22 de mayo de 2014 ante Níger en un encuentro amistoso.

## Estadísticas
Actualizado al último partido disputado el 10 de diciembre de 2023.
| Club | Div.          | Temporada     | Liga  | Liga  | Copas nacionales(1) | Copas nacionales(1) | Copas internacionales(2) | Copas internacionales(2) | Total | Total |
| Club | Div.          | Temporada     | Part. | Goles | Part.               | Goles               | Part.                    | Goles                    | Part. | Goles |
| --- | ------------- | ------------- | ----- | ----- | ------------------- | ------------------- | ------------------------ | ------------------------ | ----- | ----- |
| Shakhtar-3 Donetsk · Ucrania | 3.ª           | 2010-11       | 7     | 0     | 0                   | 0                   | ―                        | ―                        | 7     | 0     |
| Shakhtar-3 Donetsk · Ucrania | 3.ª           | 2011-12       | 25    | 7     | 0                   | 0                   | ―                        | ―                        | 25    | 7     |
| Shakhtar-3 Donetsk · Ucrania | 3.ª           | 2012-13       | 33    | 12    | 0                   | 0                   | ―                        | ―                        | 33    | 12    |
| Shakhtar-3 Donetsk · Ucrania | Total club    | Total club    | 65    | 19    | 0                   | 0                   | 0                        | 0                        | 65    | 19    |
| Metalurh Donetsk · Ucrania | 1.ª           | 2013-14       | 19    | 2     | 1                   | 1                   | ―                        | ―                        | 20    | 3     |
| Metalurh Donetsk · Ucrania | Total club    | Total club    | 19    | 2     | 1                   | 1                   | 0                        | 0                        | 20    | 3     |
| Shakhtar Donetsk · Ucrania | 1.ª           | 2014-15       | 1     | 0     | 1                   | 0                   | 0                        | 0                        | 2     | 0     |
| Metalist Kharkiv · Ucrania | 1.ª           | 2014-15       | 17    | 4     | 2                   | 0                   | 5                        | 0                        | 24    | 4     |
| Metalist Kharkiv · Ucrania | Total club    | Total club    | 17    | 4     | 2                   | 0                   | 5                        | 0                        | 24    | 4     |
| K. S. C. Lokeren · Bélgica | 1.ª           | 2015-16       | 23    | 3     | 1                   | 0                   | ―                        | ―                        | 24    | 3     |
| K. S. C. Lokeren · Bélgica | 1.ª           | 2016-17       | 21    | 3     | 2                   | 0                   | ―                        | ―                        | 23    | 3     |
| K. S. C. Lokeren · Bélgica | Total club    | Total club    | 44    | 6     | 3                   | 0                   | 0                        | 0                        | 47    | 6     |
| F. C. Mariupol · Ucrania | 1.ª           | 2017-18       | 26    | 5     | 1                   | 0                   | ―                        | ―                        | 27    | 5     |
| F. C. Mariupol · Ucrania | Total club    | Total club    | 26    | 5     | 1                   | 0                   | 0                        | 0                        | 27    | 5     |
| Shakhtar Donetsk · Ucrania | 1.ª           | 2018-19       | 20    | 3     | 4                   | 0                   | 6                        | 0                        | 30    | 3     |
| Shakhtar Donetsk · Ucrania | 1.ª           | 2019-20       | 17    | 0     | 2                   | 0                   | 4                        | 0                        | 23    | 0     |
| Shakhtar Donetsk · Ucrania | 1.ª           | 2020-21       | 6     | 0     | 1                   | 0                   | 1                        | 0                        | 8     | 0     |
| Shakhtar Donetsk · Ucrania | Total club    | Total club    | 44    | 3     | 8                   | 0                   | 11                       | 0                        | 63    | 3     |
| F. C. Desna Chernígov · Ucrania | 1.ª           | 2021-22       | 13    | 0     | 1                   | 0                   | ―                        | ―                        | 14    | 0     |
| F. C. Desna Chernígov · Ucrania | Total club    | Total club    | 13    | 0     | 1                   | 0                   | 0                        | 0                        | 14    | 0     |
| F. C. Kolos Kovalivka · Ucrania | 1.ª           | 2022-23       | 28    | 1     | ―                   | ―                   | ―                        | ―                        | 28    | 1     |
| F. C. Kolos Kovalivka · Ucrania | 1.ª           | 2023-24       | 15    | 0     | 1                   | 0                   | ―                        | ―                        | 16    | 0     |
| F. C. Kolos Kovalivka · Ucrania | Total club    | Total club    | 43    | 1     | 1                   | 0                   | 0                        | 0                        | 44    | 1     |
| Total carrera | Total carrera | Total carrera | 271   | 40    | 17                  | 1                   | 16                       | 0                        | 304   | 41    |
| (1) Incluye datos de la Copa de Ucrania, la Supercopa de Ucrania y la Copa de Bélgica. (2) Incluye datos de la Liga Europa (2014-15, 2018-19) y la Liga de Campeones de la UEFA (2018-19, 2019-20) |               |               |       |       |                     |                     |                          |                          |       |       |

## Palmarés

### Títulos nacionales
| Título                  | Club             | País    | Año     |
| ----------------------- | ---------------- | ------- | ------- |
| Supercopa de Ucrania    | Shakhtar Donetsk | Ucrania | 2014    |
| Supercopa de Ucrania    | Shakhtar Donetsk | Ucrania | 2015    |
| Liga Premier de Ucrania | Shakhtar Donetsk | Ucrania | 2018-19 |
| Copa de Ucrania         | Shakhtar Donetsk | Ucrania | 2018-19 |
| Liga Premier de Ucrania | Shakhtar Donetsk | Ucrania | 2019-20 |